# 森みさき
森 みさき（もり みさき）は、日本の漫画家。

## 作品リスト

### 漫画作品

#### 連載
- イエローゲート!（『月刊コミックアライブ』2010年2月号 - ）
- 俺たちに翼はない フラグメンツ（原作：Navel、『月刊コミックアライブ』2011年4月号 - 2012年2月号[1]）
- どろんぱ!（『コミックバーズ』2010年7月号[2] - ）
- おれと一乃のゲーム同好会活動日誌（原作：葉村哲、キャラクター原案：ほんたにかなえ、『月刊コミックアライブ』2012年1月号[1] - 2013年2月号）
- バロックナイト（原作：葉村哲、キャラクター原案：ほんたにかなえ、『月刊コミックアライブ』2013年9月号[3] - 2014年9月号）
- 勇者になれなかった俺はしぶしぶ就職を決意しました。（原作：左京潤、キャラクター原案：戌角柾、『月刊ドラゴンエイジ』2013年3月号 - 2014年7月号）
- オレと彼女の萌えよペン（原作：村上凛、キャラクター原案：秋奈つかこ、『月刊ドラゴンエイジ』2014年11月号[4] - ）
- 快盗天使ツインエンジェルさん!（原作：サミー、『月刊コンプエース』2016年2月号 - 2017年4月号）
- トリニティセブンさん（原作：サイトウケンジ、キャラクター原案：奈央晃徳、『ドラドラドラゴンエイジ』2016年4月1日 - 2016年12月13日）
- 佐倉さんご指名ですよ（『コミック電撃だいおうじ』2016年Vol.35[5] - 2017年Vol.52）
- ありふれた日常で世界最強（原作：白米良、キャラクター原案：たかやKi、『コミックガルド』2017年7月10日 - 2023年1月6日）
- ありふれた学園で世界最強（原作：白米良、キャラクター原案：たかやKi、『コミックガルド』2020年4月24日 - 2021年8月6日）
- 転生前は男だったので逆ハーレムはお断りしております 完璧淑女への道（原作：森下りんご、キャラクター原案：みわべさくら、『コミック アース・スター』2022年5月12日 - 2025年6月19日）
- よんこまてっぺんっ!!!!!!!!!!!!!!!（原案：てっぺんグランプリ実行委員会、「TVアニメ公式Twitter」2022年7月2日 - 2022年9月24日→『月刊ブシロード』2023年5月号 - 2024年5月号）
- 史上最強の大賢者、転生先がぬいぐるみでも最強でした THE COMIC（原作：ジャジャ丸、キャラクター原案：わたあめ、『コミックライド』2023年11月30日 - 2024年11月25日）

#### 読み切り
- どろんぱ！（『コミックバーズ』2010年5月号[6]）
- 『僕は友達が少ない』のアンソロジー寄稿作品（原作：平坂読、『僕は友達が少ない 公式アンソロジーコミック3』2013年）
- リリスたん記録日記（原作：サイトウケンジ、キャラクター原案：奈央晃徳、『トリニティセブン 7人の魔書使い コミックアンソロジー』2016年） - 『トリニティセブン 7人の魔書使い』のアンソロジー寄稿作品。
- 『ろんぐらいだぁす！』のアンソロジー寄稿作品（原作：三宅大志、『ろんぐらいだぁす！アンソロジーコミック』2016年）
- まひろとイマジナリー（原作：ねことうふ、『お兄ちゃんはおしまい！ 公式アンソロジーコミック』1巻、2021年[7]） - 『お兄ちゃんはおしまい！』のアンソロジー寄稿作品。

### 書籍
- 『イエローゲート！』、メディアファクトリー〈MFコミックス アライブシリーズ〉2010年 - 2011年、全2巻
  1. 2010年6月23日発売[8][9]、ISBN 978-4-8401-3339-5
  2. 2011年1月22日発売[10]、ISBN 978-4-8401-3740-9
- 『俺たちに翼はない フラグメンツ』、原作：Navel、メディアファクトリー〈MFコミックス アライブシリーズ〉2011年 - 2012年、全2巻
- 『どろんぱ！』、幻冬舎〈バーズコミックス デラックス〉2011年 - 2012年、全2巻
  1. 2011年9月26日発売[11]、ISBN 978-4-344-82315-0
  2. 2012年12月24日発売[12]、ISBN 978-4-344-82688-5
- 『おれと一乃のゲーム同好会活動日誌』、原作：葉村哲、キャラクター原案：ほんたにかなえ、メディアファクトリー〈MFコミックス アライブシリーズ〉2012年、全2巻
- 『バロックナイト』、原作：葉村哲、キャラクター原案：ほんたにかなえ、メディアファクトリー〈MFコミックス アライブシリーズ〉2014年、全2巻
  1. 2014年2月22日発売[13]、ISBN 978-4-04-066246-6
  2. 2014年8月23日発売[14]、ISBN 978-4-04-066829-1
- 『勇者になれなかった俺はしぶしぶ就職を決意しました。』、原作：左京潤、キャラクター原案：戌角柾、KADOKAWA 富士見書房〈ドラゴンコミックスエイジ〉2013年 - 2014年、全4巻
- 『オレと彼女の萌えよペン』、原作：村上凛、キャラクター原案：秋奈つかこ、KADOKAWA〈ドラゴンコミックスエイジ〉2015年、全2巻
  1. 2015年2月9日発売[15][16]、ISBN 978-4-04-070499-9
  2. 2015年9月9日発売[17]、ISBN 978-4-04-070660-3
- 『快盗天使ツインエンジェルさん!』、原作：サミー、『月刊コンプエース』、KADOKAWA〈角川コミックス・エース〉2017年、全1巻
- 『トリニティセブンさん』、原作：サイトウケンジ、キャラクター原案：奈央晃徳、KADOKAWA〈ドラゴンコミックスエイジ〉2017年、全1巻
- 『佐倉さんご指名ですよ』、KADOKAWA〈電撃コミックスNEXT〉2017年、全2巻
  1. 2017年7月27日発売[18]、ISBN 978-4-04-892976-9
  2. 2018年2月26日発売[19]、ISBN 978-4-04-893643-9
- 『ありふれた日常で世界最強』、原作：白米良、キャラクター原案：たかやKi、オーバーラップ〈ガルドコミックス〉2018年 - 2023年、全5巻
- 『ありふれた学園で世界最強』、原作：白米良、キャラクター原案：たかやKi、オーバーラップ〈ガルドコミックス〉2020年 - 2021年、全2巻
- 『転生前は男だったので逆ハーレムはお断りしております 完璧淑女への道』、原作：森下りんご、キャラクター原案：みわべさくら、アース・スターエンターテイメント〈アース・スターコミックス〉2022年 - 2025年、全6巻
  1. 2022年11月11日発売[20][21]、ISBN 978-4-8030-1708-3
  2. 2023年5月12日発売[22]、ISBN 978-4-8030-1780-9
  3. 2023年11月10日発売[23]、ISBN 978-4-8030-1862-2
  4. 2024年5月10日発売[24]、ISBN 978-4-8030-1945-2
  5. 2024年11月12日発売[25]、ISBN 978-4-8030-2031-1
  6. 2025年7月11日発売[26]、ISBN 978-4-8030-2151-6
- 『史上最強の大賢者、転生先がぬいぐるみでも最強でした THE COMIC』、原作：ジャジャ丸、キャラクター原案：わたあめ、マイクロマガジン社〈ライドコミックス〉2023年 - 2024年、全3巻
  1. 2023年9月28日発売[27][28]、ISBN 978-4-86716-475-4
  2. 2024年3月28日発売[29]、ISBN 978-4-86716-551-5
  3. 2024年11月28日発売[30]、ISBN 978-4-86716-666-6

### その他
- ありふれた職業で世界最強（テレビアニメ、2019年）Episode.09エンドカード